# Castillo y murallas de Escamilla
El castillo y las murallas de Escamilla forman un conjunto fortificado de la localidad española de Escamilla (Guadalajara). El castillo fue construido en la parte alta de la localidad en época andalusí como defensa de las vegas del Tajo y el Guadiela, y reconstruido entre finales del siglo XIV y comienzos del siglo XV como palacio señorial. De las murallas, anejas al castillo y rodeando la localidad, quedan escasos restos y se adivinan más por el contorno del casco urbano.

## Historia
El aspecto actual del castillo de Escamilla es resultado de una reconstrucción y adaptación como castillo-palacio en el siglo XIV. El original, junto con las murallas, data del siglo IX como defensa de las vegas del Tajo y el Guadiela, entre las que se encuentra Escamilla.
A finales del siglo XIV la villa era propiedad de Contesina de Luna, que se la cambió a Enrique Enríquez de Mendoza por el castillo de Alba de Liste, en Losacino (actualmente en la provincia de Zamora). El castillo fue acondicionado como residencia temporal por su hermano Álvaro de Luna. En 1490 Contesina de Luna vendió la villa de Escamilla a Pedro Gómez Manrique, su hijastro, que lo incorporó a su mayorazgo, y Álvaro de Luna, después de varios pleitos, se vio obligado a venderle también el castillo. En 1498 la villa y el castillo fueron vendidos por Pedro Gómez Manrique a Juan de Silva y Meneses, conde de Cifuentes, aunque no pudo tomar posesión de ellos hasta 1508, tiempo cuando inicia la rehabilitación definitiva del castillo siguiendo las trazas góticas. Desde entonces estuvo habitado como residencia temporal por los condes de Cifuentes hasta el siglo XVII. Quedó en completo abandono tras la Guerra de Sucesión Española, aunque en el inacabado Diccionario Geográfico-Histórico de España de Tomás López se afirma que en 1786 todavía era habitable, si bien con el tiempo fue quedando en ruinas.

## Descripción
El castillo tiene planta cuadrada y tres torres circulares en las esquinas y la torre del homenaje cuadrada orientada al sur. Está construido en piedra sillar caliza, aprovechada en buena parte seguramente del desmantelamiento parcial de las murallas. No posee barbacana, aunque entre la torre del homenaje y la occidental, de mayor tamaño que las otras dos, entre las que se abre la puerta de entrada, existía un muro exterior, con entrada junto a la torre del homenaje, previa al muro principal del castillo en forma de sistema de control de acceso. La torre del homenaje fue rehecha en épocas posteriores para ser adaptada como palomar. El estado del castillo es de ruina progresiva y es usado actualmente como nave agropecuaria.
Las murallas rodeaban el casco urbano de Escamilla. Solo quedan escasos restos ya que fue usada en buena parte para la reconstrucción del castillo y para la construcción de algunos edificios dentro de la localidad. Su trazado viene dado por la forma del casco urbano, más alargado de oeste a este que de norte a sur. Tenía dos puertas de acceso, la de arriba junto al castillo y la de abajo junto a la calle de las Granadas. Tenían un foso que las rodeaba.